# 窺探者
《窺探者》（英語：The Watchers，在英國和愛爾蘭記作）是一部2024年美國超自然恐怖片，由伊莎娜·奈·沙馬蘭編導（長片編導處女作），其父奈·沙馬蘭監製，改編自A·M·希恩（A. M. Shine）的同名小說。電影由達科塔·芬妮、喬吉娜·坎貝爾、奧利佛·芬尼根（Oliver Finnegan）和歐雯·弗勒，講述28歲的藝術家米娜受困於愛爾蘭西部的一片森林中，並在安身處與三名陌生人待在一起，每晚都被神秘生物監視並跟蹤。
電影2023年7月至9月完成主要拍攝；2024年6月7日在美國上映。這部電影獲得影評界負面為主的批評，受批評的部份在於編劇與節奏拿捏。

## 演員
- 達科塔·芬妮[4]飾演米娜／露西（Mina / Lucy）
- 喬吉娜·坎貝爾[4]飾演奇拉（Ciara）
- 奧利佛·芬尼根（Oliver Finnegan）飾演丹尼爾（Daniel）
- 歐雯·弗勒（英语：Olwen Fouéré）[5]飾演瑪德琳（Madeline）
- 席芳·休雷特（英语：Siobhan Hewlett）飾演米娜之母
- 約翰·林區（英语：John Lynch (actor)）飾演基爾馬丁（Kilmartin）

## 製作
2023年2月，新線影業宣布將製作由奈·沙馬蘭之女伊莎娜·奈·沙馬蘭編導的《窺探者》，成為她的長片編導處女作，此前僅在電視劇《靈異女僕》（2021年至2023年）從事這兩項工作。同年4月，達科塔·芬妮和喬吉娜·坎貝爾加入演出陣容。
電影2023年7月在都柏林、威克洛和高威進行主要拍攝。7月中旬，製片方獲得了一項臨時協議，得以在2023年美國演員工會-美國電視和廣播藝人聯合會大罷工期間繼續拍片。

## 發行
《窺探者》2024年6月7日由華納兄弟在美國發行。此前的美國上映日定為2024年6月14日，台灣則是於2024年6月13日上映院線，並且於2024年8月30日於串流平台HBO GO上架。

## 外部連結
- 官方网站
- 互联网电影数据库（IMDb）上《窺探者》的资料（英文）